# Ferdinand Heine
Pour les articles homonymes, voir Heine.
Ferdinand Heine (1809-1894) est un collectionneur allemand.
Sa collection d'oiseaux, qui comprenait 12 000 spécimens venant du monde entier, était la plus importante collection privée de son époque. Il possédait également 15 000 livres et 27 000 spécimens d'histoire naturelle. Cette collection est actuellement conservée au muséum Heineanum de la ville d'Halberstadt (depuis 1907). Jean Louis Cabanis (1816-1906) la décrit dans Museum Heineanum. Verzeichnis der ornithologischen Sammlung des Oberamtmann Ferdinand Heine, auf Gut St. Burchard vor Halberstadt (1851).